# Оболонська сільська рада (Долинський район)
| Оболонська сільська рада — орган місцевого самоврядування у Долинському районі Івано-Франківської області з адміністративним центром у с. Оболоння. Сільській раді підпорядковані населені пункти: - с. Оболоння |

## Склад ради
Рада складається з 16 депутатів та голови.

### Керівний склад ради
| ПІБ                  | Основні відомості                                                 | Дата обрання | Дата звільнення |
| -------------------- | ----------------------------------------------------------------- | ------------ | --------------- |
| Цап Мирон Васильович | Сільський голова, 1953 року народження, освіта, безпартійний      | 26.03.2006   | 31.10.2010      |
| Цап Мирон Васильович | Сільський голова, 1953 року народження, освіта вища, безпартійний | 31.10.2010   |                 |

Примітка: таблиця складена за даними джерела